# Alexander Norén
Pour les articles homonymes, voir Norén.
Alex Noren, de son vrai nom Alexander Norén, né à Stockholm le 12 juillet 1982, est un golfeur suédois. Après avoir fréquenté l'Université d'Oklahoma, aux États-Unis, il passe professionnel en 2005. Il joue actuellement sur le Tour Européen et le circuit américain.

## Carrière professionnelle
Il gagne ses droits de jeu sur le Challenge Tour, la deuxième division européenne, à la fin de l'année 2005. Pour sa première saison à ce niveau, il remporte sa première victoire professionnelle lors du Rolex Trophy, et termine l'année à la troisième place finale, ce qui lui permet de gagner ses droits de jeu pour la saison 2007 du Tour européen.
Après une bonne première saison 2007, il termine à la 31e de l'ordre du mérite en 2008. Il participe à son premier tournoi majeur lors de l'Open britannique, il se maintient dans le top 10 lors des trois premiers jours avant de finir à la 19e place.
Il remporte son premier titre sur le Tour européen en septembre 2009 lors de Omega European Masters. Il finit la saison 25e de la Race To Dubai.
En juin 2011, Alexander Norén remporte sa deuxième victoire sur le tour lors du Wales Open disputé au The Celtic Manor Resort. Cette victoire lui permet de se qualifier pour son premier tournoi du WGC, le WGC-Bridgestone Invitational joué au Firestone Country Club. Le mois suivant, il remporte son troisième succès lors du Nordea Masters, tournoi disputé en Suède. Il termine la saison à la 14e place de la Race To Dubai.
Lors des saisons 2012 et 2013, il obtient pour meilleurs résultats la troisième place lors de l'Open d'Écosse et du Dunhill Links Championship. Il manque la majeure partie de la saison 2014 à la suite de tendinites aux deux poignets.

### 2015-2018
Alexander Norén reprend la compétition en janvier 2015. Dès le mois de juin, il renoue avec la victoire en remportant le Nordea Masters, pour la deuxième fois de sa carrière, avec quatre coups d'avance sur le Danois Søren Kjeldsen.
Dans la seconde moitié de l'année 2016, il remporte quatre victoires sur le Tour européen en onze tournois. En juillet, il réussit à conserver son titre à l'Open d'Écosse, sa cinquième victoire sur le Tour européen.
Après avoir terminé deuxième lors du Paul Lawrie Match Play en août, il remporte l'Omega European Masters en septembre, en battant Scott Hend au premier trou de playoff. Un mois plus tard, il remporte sa troisième victoire de la saison lors du Masters britannique. Cette victoire lui permet de se classer 18e au Classement mondial.
Il remporte son quatrième titre de l'année 2016 en novembre au Nedbank Golf Challenge. Il commence le dernier tour avec six coups de retard sur Wang Jeung-hun et remporte le tournoi avec six coups d'avance après un tour en 63 (-9). Grâce à cette victoire, il prend la troisième place de la Race To Dubai, et la neuvième place mondiale. Il est le quatrième Suédois à se classer dans le top dix du classement mondial après Henrik Stenson, Robert Karlsson et Jesper Parnevik.
Le 28 mai 2017, il remporte le BMW PGA Championship grâce à un dernier parcours réalisé en dix coups sous le par qui lui permet de devancer Francesco Molinari de deux coups.

## Victoires professionnel (9)

### Victoires sur le Tour Européen (9)
| No. | Date             | Tournoi                    | Score                 | Avance sur le deuxième | Deuxième                      |
| --- | ---------------- | -------------------------- | --------------------- | ---------------------- | ----------------------------- |
| 1   | 6 septembre 2009 | Omega European Masters     | −20 (65-70-63-66=264) | 2 coups                | Bradley Dredge                |
| 2   | 5 juin 2011      | Wales Open                 | −9 (67-67-71-70=275)  | 2 coups                | Grégory Bourdy, Anders Hansen |
| 3   | 24 juillet 2011  | Nordea Masters             | −15 (67-66-63-77=273) | 7 coups                | Richard Finch                 |
| 4   | 7 juin 2015      | Nordea Masters (2)         | −12 (70-68-67-71=276) | 4 coups                | Søren Kjeldsen                |
| 5   | 10 juillet 2016  | Scottish Open              | −14 (70-66-68-70=274) | 1 coup                 | Tyrrell Hatton                |
| 6   | 4 septembre 2016 | Omega European Masters (2) | −17 (69-63-66-65=263) | Playoff                | Scott Hend                    |
| 7   | 16 octobre 2016  | British Masters            | −18 (67-65-65-69=266) | 2 coups                | Bernd Wiesberger              |
| 8   | 13 novembre 2016 | Nedbank Golf Challenge     | −14 (69-67-75-63=274) | 6 coups                | Wang Jeung-hun                |
| 9   | 28 mai 2017      | BMW PGA Championship       | −11 (68-75-72-62=277) | 2 coups                | Francesco Molinari            |

### Victoire sur le Challenge Tour (1)
| No. | Date         | Tournoi      | Score                 | Avance sur le deuxième | Deuxième                    |
| --- | ------------ | ------------ | --------------------- | ---------------------- | --------------------------- |
| 1   | 20 août 2006 | Rolex Trophy | -22 (66-67-62-71=266) | 3 coups                | Johan Axgren, Gareth Davies |

## Palmarès par équipe
Amateur
- Eisenhower Trophy (représentant la Suède): 2004
- Palmer Tasse (représentant l'Europe): 2004 (vainqueur), 2005

Professionnel
- Royal Trophy (représentant l'Europe): 2010 victoire
- Seve Trophy (représentant l'Europe Continentale: 2011
- Coupe du monde (représentant la Suède): 2011, 2016